# Katarina Olsson (musiker)
Katarina "Kattis" Elisabet Olsson Lundberg, född 4 december 1960 i Göteborg, är en svensk musiker och låtskrivare.
Olsson genomgick folkmusikpedagogisk utbildning vid Malungs folkhögskola 1979–80 och studerade musikvetenskap vid Lunds universitet 1983–84. Hon medverkade på fiol, hardingfela, cello, percussion och sång i folkmusikgruppen Filarfolket från 1980 och tills den upplöstes 1993. Hon var även verksam som teatermusiker, medlem av musikkollektivet Firma Kalabalik i Malmö och i musikkabaretgruppen Allagurras Gatushow, bildad 1985. 
Olsson har numera återvänt till sin födelsestad Göteborg och är medlem i barnmusikgruppen Fröknarna Klack, bildad redan 1990, och i Tappra mödrars kapell. Hon har bland annat medverkat på en rad musikalbum med Filarfolket, Fröknarna Klack och Tappra mödrars kapell. 